# Lithobius mongolellus
Lithobius mongolellus är en mångfotingart som beskrevs av Imre Loksa 1978. Lithobius mongolellus ingår i släktet Lithobius och familjen stenkrypare.
Artens utbredningsområde är Mongoliet. Inga underarter finns listade i Catalogue of Life.